# Distretto di Habiganj
Il distretto di Habiganj (in bengalese হবিগঞ্জ, Hobigônj) è uno dei 4 distretti della divisione di Sylhet, nel nord del Bangladesh.

## Suddivisioni
Il distretto di Habiganj si suddivide nei seguenti sottodistretti (upazila):
- Ajmiriganj
- Baniachong
- Bahubal
- Chunarughat
- Habiganj Sadar
- Lakhai
- Madhabpur
- Nabiganj
- Shaistagonj